# Fort Chambray
Fort Chambray lub Fort Chambrai (malt. Forti Chambray lub Forti Cambray) – jest to fort z bastionami ulokowany w Għajnsielem na wyspie Gozo, Malta. Został zbudowany w połowie XVIII wieku przez Zakon Maltański, na terenie znanym jako Ras it-Tafal, pomiędzy portem Mġarr a Xatt l-Aħmar. Fort miał być cytadelą nowego miasta, które miało zastąpić Cittadellę jako stolicę wyspy, lecz te plany nigdy się nie zmaterializowały.
Fort był używany w czasie napoleońskiej kampanii śródziemnomorskiej 1798 roku, następnie mieścił szpital wojskowy oraz zakład psychiatryczny. Jest teraz odnowiony i znajduje się tam luksusowe osiedle mieszkaniowe.

## Historia

### Podłoże historyczne i budowa fortu

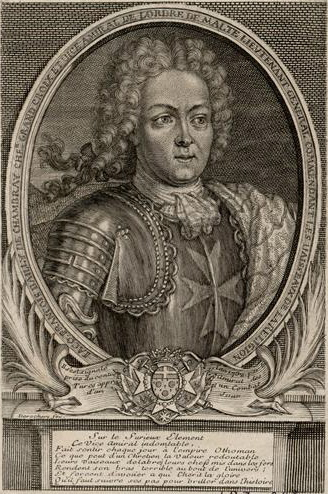
Fort został nazwany imieniem fundatora Jacques-François de Chambray

Fort Chambray znajduje się na Ras it-Tafal, miejscu górującym nad portem Mġarr. Teren był broniony przez Garzes Tower, zbudowaną na początku XVII wieku, oraz baterię nadbrzeżna z początku XVIII wieku. I wieża, i bateria zostały zburzone, nie pozostały po nich żadne ślady.
W roku 1716, francuski inżynier wojskowy Louis François d’Aubigné de Tigné, przygotował plany pod budowę ufortyfikowanego miasta w Ras it-Tafal. Członkowie Komisji Fortyfikacji i Wojny, w raporcie z roku 1772, poparli budowę tego fortu, który byłby w stanie utrzymać morskie połączenie z wyspą Maltą oraz zapewniłby, w razie ataku na wyspę, schronienie mieszkańcom Gozo oraz ich żywemu inwentarzowi, zmniejszając tym samym obciążenie Cittadelli w tej sytuacji. Z powodu braku funduszy realizacja planów została zawieszona.

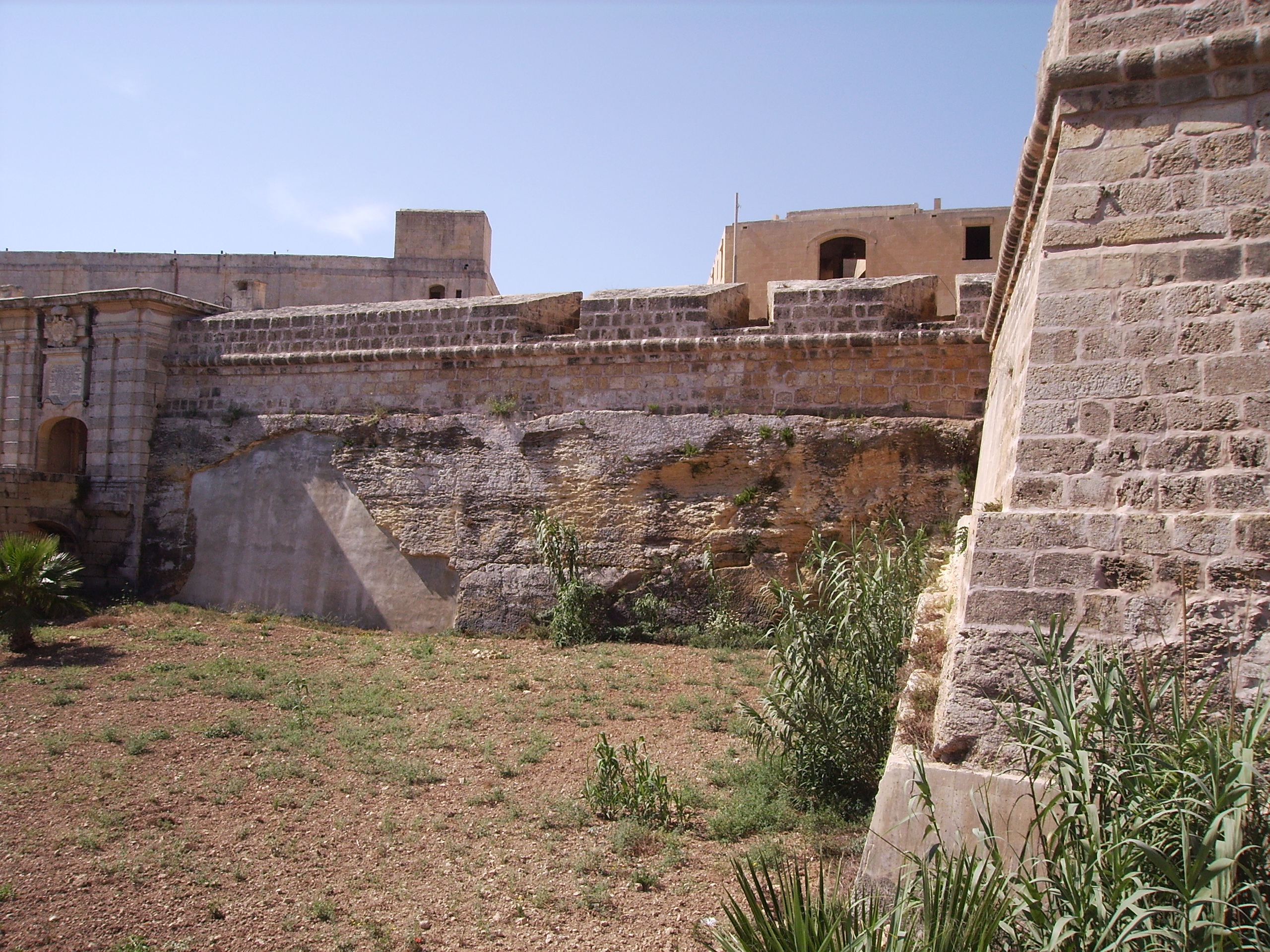
Mur kurtynowy pomiędzy bramą główną (po lewej) a Bastionem św. Pawła

W roku 1749, nowy gubernator Gozo, Jacques-François de Chambray, poinformował Wielkiego Mistrza Manuela Pinto da Fonsekę, że jest gotów sfinansować budowę fortu, zaprojektowanego przez de Tigné’a. Komisja Fortyfikacji i Wojny przyjęła tę propozycję 15 września, jednocześnie wysyłając wojskowego inżyniera Francesca Marandona, aby obejrzał proponowane miejsce. Wprowadził on kilka modyfikacji do oryginalnego planu, i w drugiej połowie września 1749 roku rozpoczęto pod jego nadzorem budowę.
Podczas trwania budowy wynikło szereg problemów, wliczając w to kwestie strukturalne, niedobór siły roboczej oraz nieposłuszeństwo pracowników. Wykopanie suchej fosy oraz początkowy etap budowy zostały w większości zakończone w czerwcu 1752 roku, prace nad fortem właściwie ruszyły w październiku tego samego roku. Fort był prawie gotowy w roku 1757, pełne zakończenie budowy nastąpiło we wczesnych latach 1760. Niestety fort szybko popadł w ruinę, będąc tak nazwanym w roku 1789. Niewielkie prace remontowe miały miejsce w roku 1796.
Kiedy fort został zbudowany, zaplanowany został prostoliniowy układ ulic, więc w obrębie murów mogło zostać zbudowane miasto, jak to było w oryginalnym planie. Jednakże działki nie zostały wykupione, i miasto nigdy nie powstało, głównie z powodu zmniejszenia zagrożenia ze strony Imperium Osmańskiego czy piratów berberyjskich, więc mieszkańcy Gozo czuli się bezpiecznie na terenach wiejskich.

### Inwazja i okupacja francuska
Fort Chambray po raz pierwszy został użyty podczas francuskiej inwazji na Maltę w czerwcu 1798 roku. Kiedy Francuzi wylądowali na Gozo, wielu mieszkańców wraz ze swoją trzodą schroniło się w Chambray. W tym czasie fort był zarządzany przez rycerza de Megrigny, i był uzbrojony w 72 sztuki artylerii. Początkowo fort stawiał pewien opór najeźdźcom, lecz skapitulował po tym, kiedy francuski generał Regnier ustawił trzy kompanie wojska przed fortem, i zażądał od obrońców poddania się. Mieszkańcy Gozo, którzy się schronili wcześniej w forcie, powrócili razem ze swym dobytkiem do domów.
Od momentu poddania się, fort był obsadzony przez francuski garnizon. 3 września, dzień po rozpoczęciu powstania w Mdinie, Gozanie wywołali powstanie przeciwko Francuzom, które szybko rozprzestrzeniło się na całą wyspę, z wyjątkiem Fortu Chambray i Cittadelli. 28 października 1798, powstańcy pod wodzą Francesco Saverio Cassara, oraz brytyjscy Royal Marines pod dowództwem kapitana Cresswella, zaatakowali fort, który skapitulował następnego dnia.

### Rządy brytyjskie

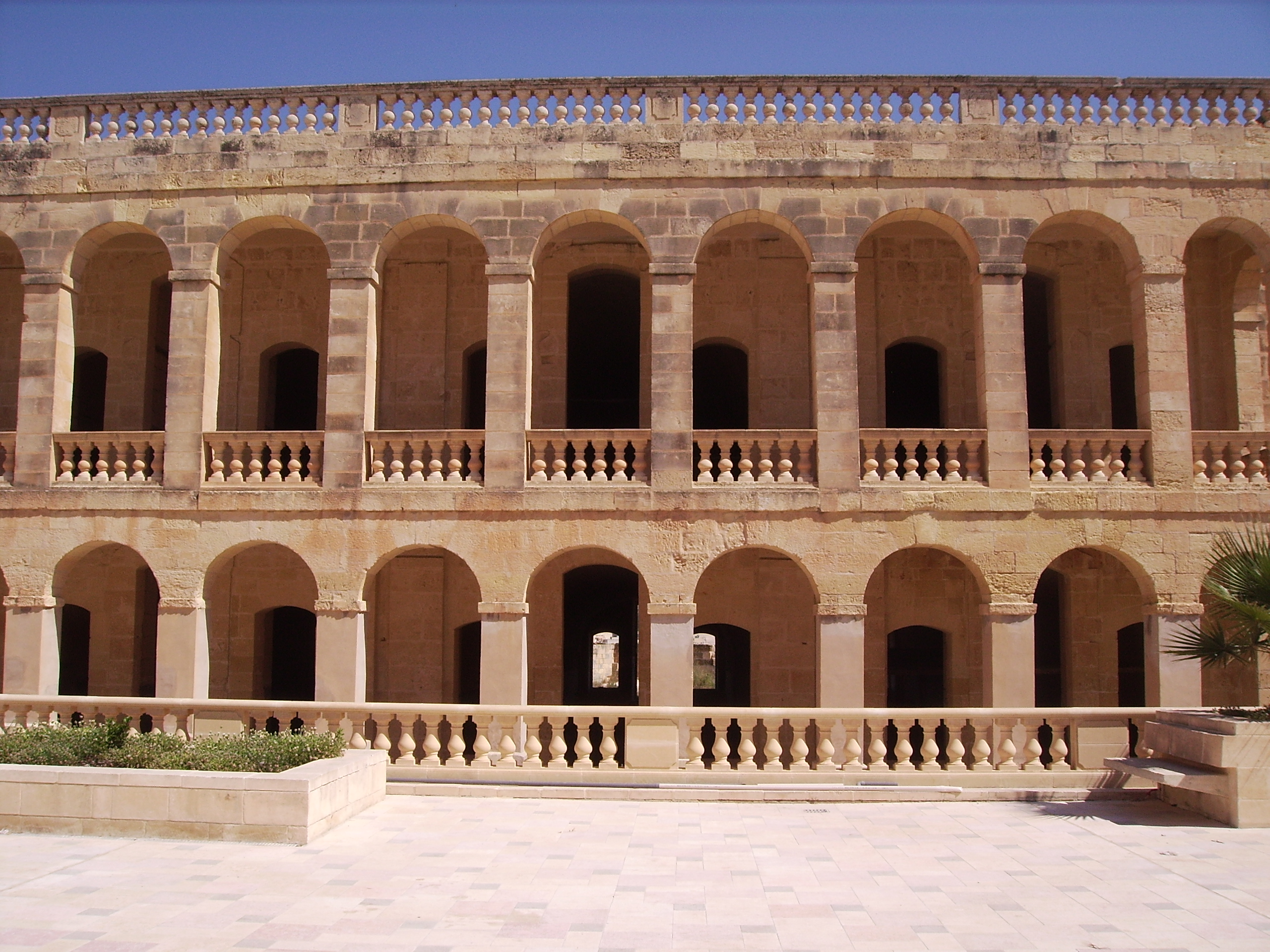
Budynek koszarowy wewnątrz fortu

Malta i Gozo przeszły pod rządy brytyjskie na początku XIX wieku. W rezultacie w Forcie Chambray zaczął stacjonować brytyjski garnizon. W roku 1830 w forcie został otwarty mały, o czterech oddziałach, szpital wojskowy. Szpital został powiększony podczas Wojny krymskiej, i setki rannych żołnierzy znalazło w nim pomoc. Następnie, podczas epidemii, szpital był używany równocześnie przez żołnierzy brytyjskich oraz mieszkańców Gozo.
Kiedy wybuchła wojna brytyjsko-egipska w 1882 roku, duży budynek koszarowy został przekształcony w szpital, by przyjmować rannych z tego konfliktu. Podczas I wojny światowej służył on jako punkt rekonwalescencyjny, i pomiędzy październikiem 1915 r. a marcem 1916 r., kiedy został on zamknięty, tysiące chorych lub rannych żołnierzy przewinęło się przez jego teren. Podczas tego okresu zespół medyczny wydawał gazetkę The Fort Chambray Gazette.
Armia opuściła fort w roku 1916, i w latach 1934–1983 znajdował się tam cywilny zakład dla chorych psychicznie, mieszczący do 200 pacjentów. Część fortu była również używana jako leprozorium w latach 1937–1956, pod nazwą Sacred Heart Hospital (Szpital Najświętszego Serca).
W czasie, gdy fort był używany jako szpital, zbudowane zostały trzy cmentarze, jeden w forcie, a dwa w rowie obronnym (suchej fosie).

### Współcześnie

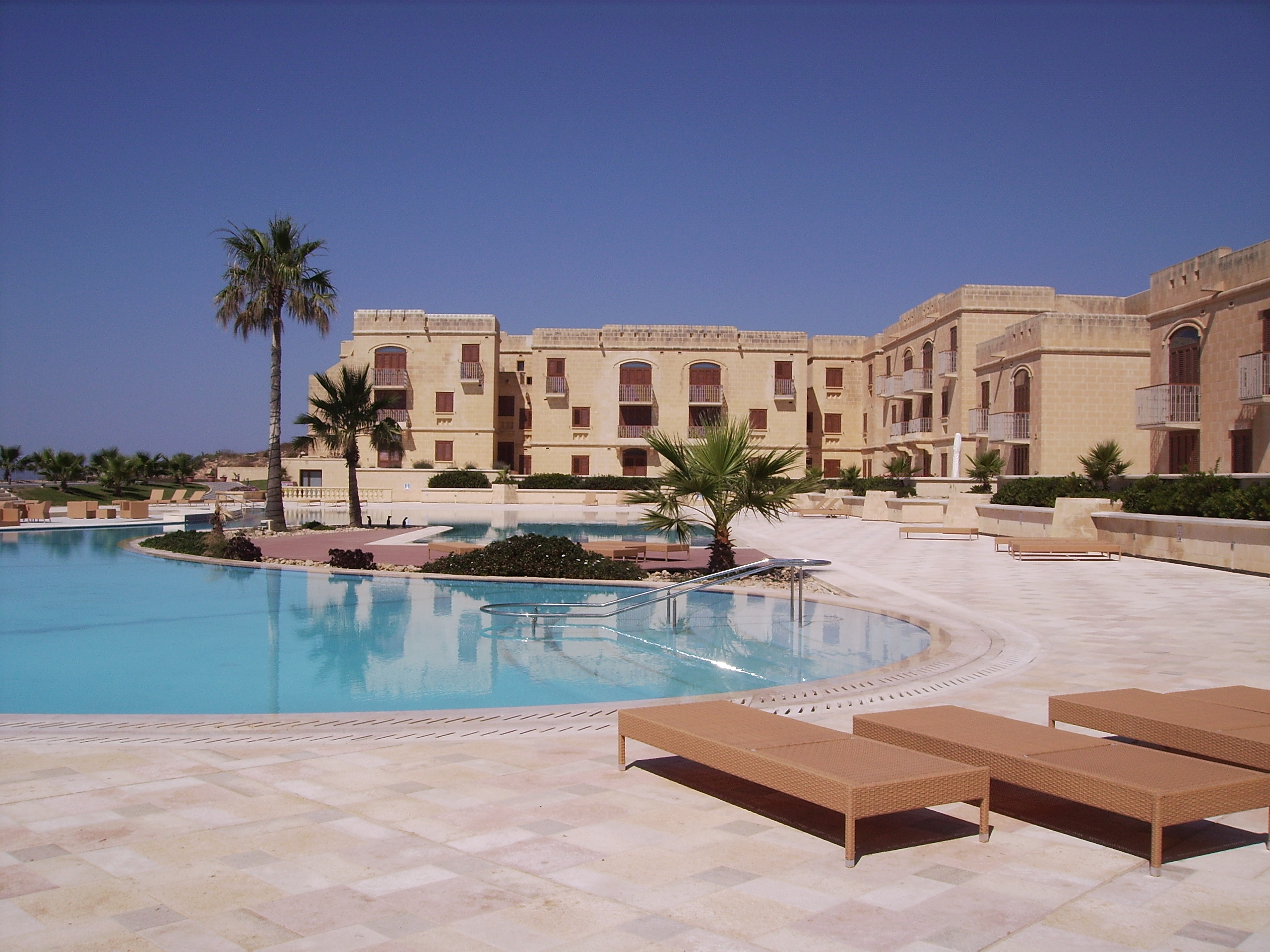
Nowoczesne budownictwo w Forcie Chambray

W roku 1979 część fortu zaczęto przekształcać w kompleks turystyczny, jednakże nie ukończono tego zamierzenia. W połowie lat 1980. teren cmentarza garnizonowego został oczyszczony, a pozostałości pochówków przeniesiono 1 lipca 1991 roku na Santa Maria Cemetery w Xewkija. Nagrobki zostały zgromadzone w ustronnej części fortu. Zniszczenie tego cmentarza zostało nazwane „aktem kulturalnego wandalizmu”.
W styczniu 1992 roku, Wydział Planowania Ministerstwa Budownictwa i Infrastruktury opublikował Fort Chambray Development Brief (Plan Rozwoju Fortu Chambray), w którym wyszczególniono, że fort powinien zostać przebudowany, z zachowaniem zewnętrznych bastionów, kompleksu koszar, piekarni, kaplic i kompleksu szpitalnego. Plan mówił też, że tablice nagrobne z cmentarza powinny być oryginalnie wykorzystane w architekturze krajobrazu.
W styczniu 1993 roku zaczęto przekształcać wnętrze fortu. Plan Generalny został zatwierdzony w roku 1995, i właściciele działek przejęli teren w roku 2007. Od tego momentu wewnątrz fortu rozpoczęto budowę rezydencji mieszkalnych, oraz odnowiono niektóre z bastionów. Nowy Plan Generalny dla drugiej i trzeciej fazy rozbudowy został zatwierdzony w roku 2012.

## Układ fortyfikacji

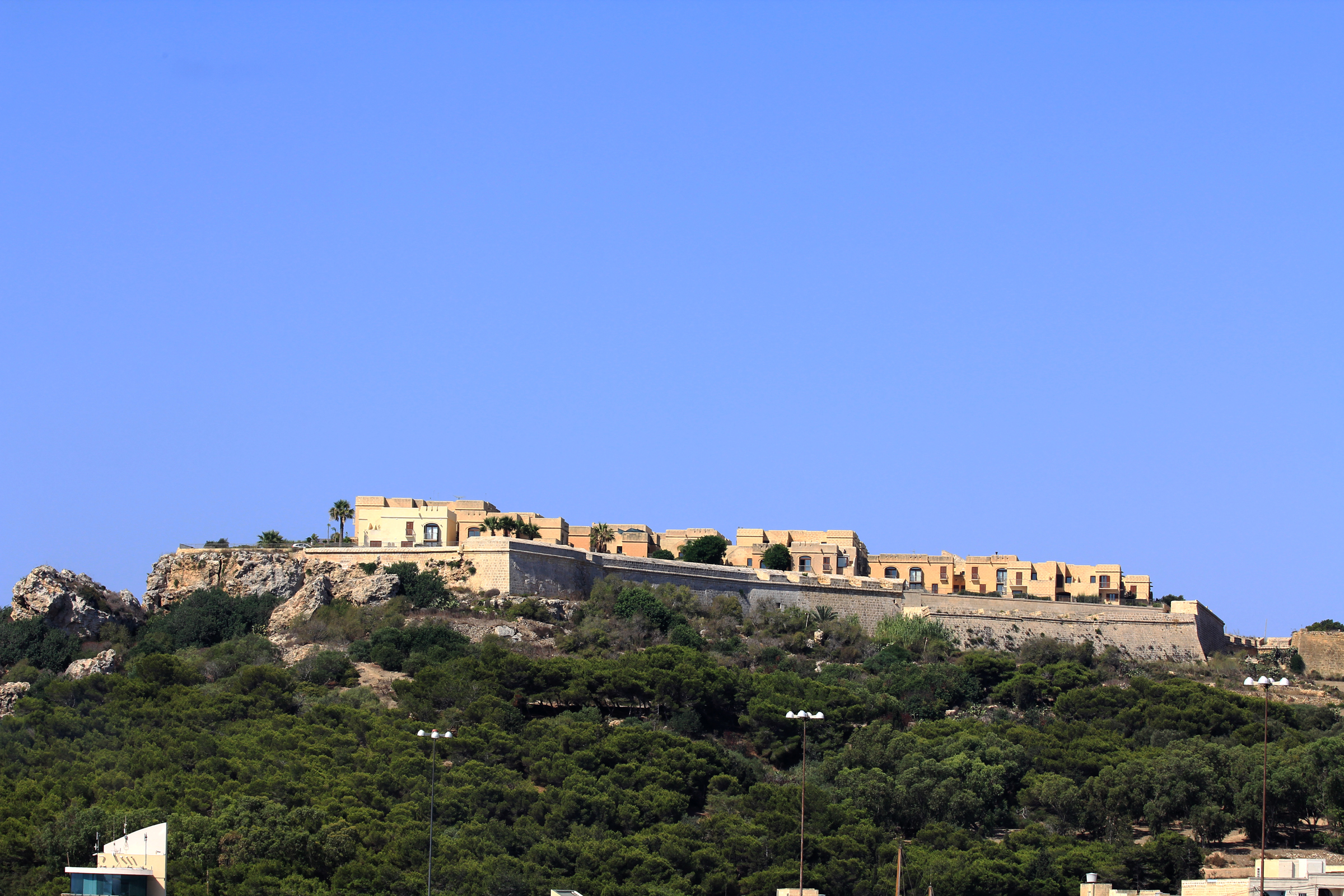
Fort Chambray widziany z portu Mġarr

Fort Chambray składa się z czterech głównych części: fortyfikacji frontowych (od strony lądu), z bastionami i dziełami obronnymi, dwóch skrzydeł górujących nad portem Mġarr i Xatt l-Aħmar, oraz klifu od strony morza.
Fortyfikacje frontowe posiadają trzy bastiony:
- St. Anthony Bastion (Bastion św. Antoniego) – pięcioboczny bastion na prawym krańcu fortyfikacji frontowych. Ma w sumie dziewięć strzelnic po bokach i na czole. Oryginalnie na bastionie zbudowany był kościół, teraz mieści szereg nowoczesnych budynków[12].
- St. Paul Bastion (Bastion św. Pawła) – pięcioboczny bastion w centrum fortyfikacji frontowych. Posiada w sumie 18 strzelnic po bokach i na czole[13].
- Notre Dame Bastion (Bastion Notre Dame) – półbastion na lewym krańcu fortyfikacji frontowych. Jego prawa ściana czołowa zawaliła się i obsunęła ok. 6 metrów[14].

Bastiony połączone są między sobą przez mury kurtynowe, w jednym z nich znajduje się główna brama fortu. Są one zabezpieczane przez rów obronny (suchą fosę) oraz następujące dzieła obronne:
- duża przeciwstraż osłaniająca St. Paul Bastion[18].
- dwa raweliny osłaniające kurtyny pomiędzy bastionami. w prawym rawelinie znajduje się mała Advanced Gate[19][20].
- chodnik obronny wzdłuż całych fortyfikacji frontowych[21].

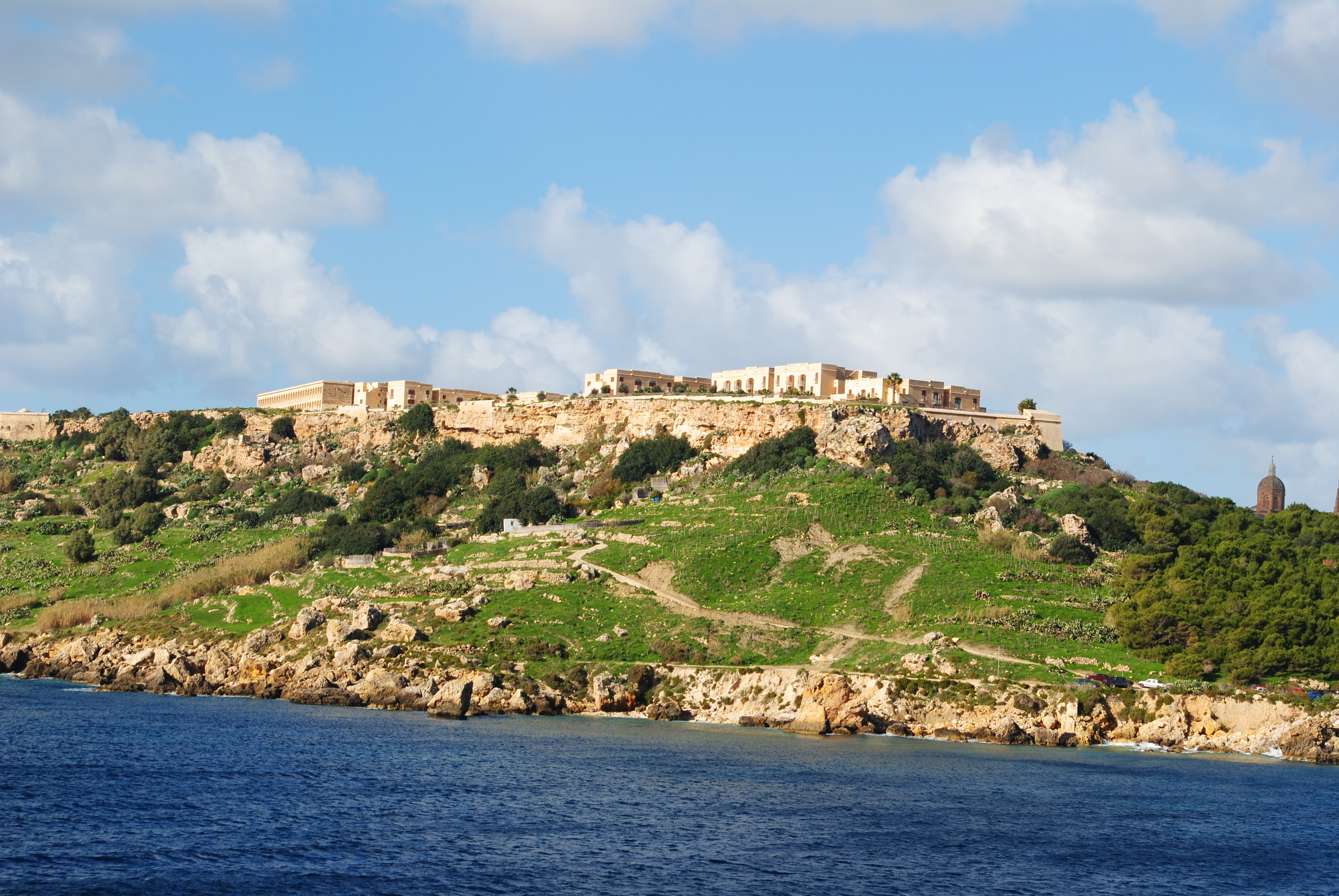
Czoło klifu, stanowiącego południowy obwód fortu

Zachodni bok fortu, górujący nad Xatt l-Aħmar, składa się głównie z muru kurtynowego, który oryginalnie osłaniany był przez rów obronny i Guardian Angel Bastion (Bastion Anioła Stróża), pięcioboczny bastion w najbardziej wysuniętej na południe części fortu. Ma pięć strzelnic i parapet strzelniczy (barbetę), bartyzanę o płaskim dachu oraz magazyn prochu (polverista) o stożkowym dachu.
Wschodni bok fortu, górujący ponad portem Mġarr, składa się z nieregularnych murów, łączących Notre Dame Bastion z czołem klifu, które to mury tworzą całą południową część obwodu fortu, górującą ponad Kanałem Gozo. W centrum czoła klifu znajdują się dwa trawersy.